# Željko Ražnatović
Pour les articles homonymes, voir Arkan.
Željko Ražnatović (en serbe en écriture cyrillique : Жељко Ражнатовић, prononcé : [ʐêʎː.ko ra.ʐnâː.to.ʋit͡ɕ], né le 17 avril 1952 à Brežice (Slovénie) et mort le 15 janvier 2000 à Belgrade (Serbie), connu aussi sous le nom Arkan, est un criminel de guerre serbe à la tête d’une milice paramilitaire, les « Tigres d’Arkan », ainsi qu’un agent travaillant pour la Serbie. Pendant les années 1970 et 1980, il fut un des criminels de la liste d’Interpol les plus recherchés à la demande de sept pays européens pour plusieurs cambriolages et autres crimes à travers toute l’Europe. Il fut également le président du club de football Obilić Belgrade. En 1997, il est inculpé de crimes contre l’humanité. Il est assassiné le 15 janvier 2000 – avant le déroulement de son procès.

## Jeunesse
Arkan est né à Brežice, une petite ville de la région de Basse-Styrie à l’est de la Slovénie, à proximité de la frontière avec la Croatie, où son père, un militaire, était en poste à l’époque. Il passe également une partie de son enfance à Zagreb et Pančevo avant que son père et sa famille ne s’installent à Belgrade. Son père Veljko Ražnatović est un Monténégrin qui a servi comme officier dans l’aviation de l’armée populaire yougoslave (JNA), jusqu’à un haut rang grâce sa remarquable activité lors de la Seconde Guerre mondiale. Sa mère Slavka Josifović a également pris part à la guerre comme militante communiste.
Arkan grandit avec trois sœurs plus âgées. Dans un climat très strict, militariste, recevoir des coups de son père est un événement ordinaire. Dans une entrevue pour le magazine Duga, Arkan le signale : « Il ne me frappait pas au sens classique du terme, mais il me soulevait et me jetait au sol ». En raison de l’importance que ses parents donnent à leur vie professionnelle, il établit peu de liens avec eux. Ses parents divorcent au cours de son adolescence.
En 1974, il est arrêté à la suite d’une rixe.

## Carrière

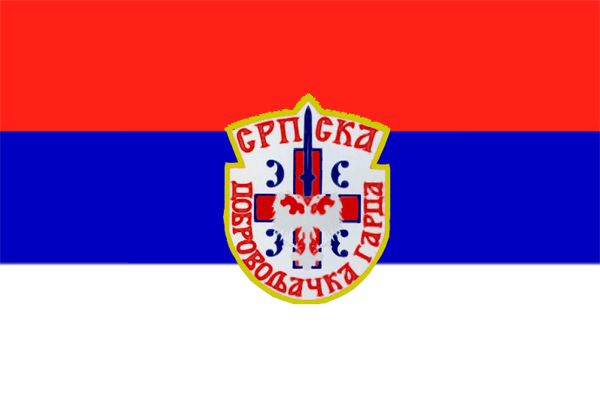
Drapeau officiel de la Srpska dobrovoljačka garda, plus connue sous le nom des « Tigres d’Arkan »

Arkan, figure de la Serbie des années Slobodan Milošević, a été entre autres chef paramilitaire, fondateur durant les guerres de Yougoslavie de la « Garde des volontaires serbes » (Srpska dobrovoljačka garda)  – également connue sous le nom des « Tigres d’Arkan » –, agent secret, président du club des supporters de l’Étoile rouge de Belgrade, pâtissier, président de club de football, homme d'affaires, homme politique (député du Kosovo jusqu'en décembre 1993) et icône populaire pendant les guerres des années 1990.
Inculpé en 1997 de crimes contre l’humanité par le Tribunal pénal international pour l’ex-Yougoslavie de la Haye, il conteste la légitimité du tribunal et ne sera jamais jugé.
En 1998, son ami et bras droit Jusuf Bulić est assassiné.
Le 15 janvier 2000, il est assassiné à l’hôtel Intercontinental de Belgrade. L’assassin, Dobroslav Gavrić, âgé de 23 ans, est membre junior de la brigade policière mobile. Son groupe est toujours actif. Il est désormais une icône de sa cause.

### Serviteur de la Croatie
Le passé criminel et vénal d'Arkan est révélé en partie en 2017 par Josip Manolić, ancien Premier ministre croate et chef des services secrets croates. Il révèle que la Croatie a utilisé deux fois les services d’Arkan à sa connaissance. En 1991, pour recevoir la livraison de douze camions pleins de Kalachnikov pour la défense de la Slavonie, de Vukovar en particulier (voir bataille de Vukovar), il a été payé en métaux précieux, en or et en argent,,.
En 1992, il intervient dans l'achat d'une vidéo montrant des défenseurs croates à Ovčare (voir massacre de Vukovar) se faire massacrer par les troupes paramilitaires, utilisée pour diaboliser toutes les troupes serbes vis-à-vis des médias occidentaux.
Franjo Tuđman, qui avait personnellement demandé à son Premier ministre de récupérer la cassette, donna à Arkan deux millions de Deutsche Mark,.

## Vie privée
Marié à Svetlana Ražnatović, célèbre chanteuse serbe de folk-pop, il a eu deux enfants. Il a aussi sept autres enfants.
Le chanteur BMK lui rend hommage dans sa chanson Arkanove delije.